# Brahmaloka
Brahmaloka (trl. brahmaloka, świat Brahmy) – subtelny wymiar egzystencji po śmierci lub sfera w zaświatach, królestwo stwórcy immanantnego, sagunabrahmana. Ponad tym poziomem kosmicznego bytu znajduje się nirgunabrahman (poziom niezróżnicowanego Absolutu).
Brahmaloka lokalizowana jest w centralnej części powierzchni na szczycie góry Mahameru, Złotej Góry – siedziby bogów.
Muktikopaniszad opisuje rodzaj wyzwolenia o nazwie salokja, który ma miejsce gdy bezcielesny jogin rezyduje w brahmaloce w błogości, bliski Brahmie.
Komentując stan wyzwolenia osiągany w brahmaloce Ramana Mahariszi objaśnia, iż nie ma różnic w jakości doświadczenia tego, który odszedł do brahmaloki i tam osiągnął wyzwolenie, oraz mahatmy (wyzwolonego w chwili śmierci) i dźiwanmukty (wyzwolonego za życia)
.
W hinduizmie to planeta, na której zamieszkuje Brahma.